# El Coalicionista
El Coalicionista: periódico democrático republicano federal orgánico, va ser una publicació periòdica que va sortir a Reus entre els anys 1890 i 1891.

## Context i història
Cap a finals del segle xix hi va haver un moviment a l'estat espanyol entre els partits republicans federals per unir els seus esforços amb vistes a fer una gran coalició republicana. A Reus això va comportar la sortida al carrer de diverses publicacions periòdiques en aquesta línia. En primer lloc hi va haver El Federal: periódico republicano coalicionista (1889-1890) dirigida per Frederic Climent, mestre i membre de la Societat de Lliurepensadors, que segons el periodista i historiador reusenc Francesc Gras i Elies volia defensar la ideologia del Partit Republicà Federal i al mateix temps harmonitzar les dues tendències federals que hi havia a Reus, la seguidora de Pi i Margall i la que defensava les idees d'Estanislau Figueres, promogudes al territori per Francesc Rispa. Pel mes de març de 1890 es va celebrar a Tarragona un míting federal presidit per Josep Maria Vallès i Ribot, i de les discussions que en var resultar, el dia 23 de març es va acordar la «separació amistosa» de les dues tendències federals, la «republicana» («orgànica») i la «pactista» però aviat hi van haver enfrontaments. Immediatament els seguidors de Pi i Margall van treure al carrer La Autonomía, el 19 d'abril, que atacava directament als orgànics. El dia 23 d'abril va sortir al carrer El Coalicionista, dels federals orgànics, que proposava la coalició de tots els republicans federals. Van crear un «Comitè de Coalició Republicana» presidit per l'històric dirigent federal Jaume Aguadé Mestres. Però les dues tendències federals van mantenir unes tenses relacions que els impedien d'anar junts a les eleccions.

## Característiques i contingut
El Coalicionista sortia setmanalment, els dimecres, la llengua era el castellà i el format de doble foli, amb quatre pàgines. Tenia una capçalera tipogràfica i valia deu cèntims. Es venia al quiosc de Pau Bolart i l'imprimia Josep Maria Sabater.
El director era Luis Rojo Segarra, que va ser alcalde de Reus l'any 1920. Hi col·laboraven Joan Freixa (amb el pseudònim d'Onesio Pi), Marc Granell, Francesc Rispa, i altres persones amb malnoms: Espartaco (potser Francesc Rispa), Constancio, Demetrio, Valerio Frosa i altres. Fan referències a les activitats dels federals orgànics a la província, simpatitzen amb Joan Montseny i les seves propostes anarquistes, critiquen a Castelar, al govern conservador de Sagasta, a Salmerón i a Pi Margall. El dia 14 de juliol van treure un número extraordinari per commemorar la Revolució Francesa de 1789. Van publicar diversos articles contra la pena de mort, i mostraven una accentuada ideologia anticlerical. Es declaraven republicans i lliurepensadors i van publicar uns «Apuntes historicos de la Inquisición». Tenien una secció fixa anomenada «Crónica local» on analitzaven la «mala política» de l'ajuntament i agraïen a alguna premsa (La Redención del Pueblo) la seva solidaritat. Van anunciar la creació d'un «Comité provincial de la Coalición Republicana» que presidia Antoni Soler Clariana.
L'últim número va ser el 80 de l'any II, de 14 d'octubre de 1891. Argumentaven que havien d'estudiar millor les modificacions o les reformes que els calia fer per millorar el setmanari.
Es conserven exemplars a la Biblioteca Central Xavier Amorós de Reus i a la Biblioteca del Centre de Lectura de Reus.